# Moriz Rosenthal
Moriz Rosenthal (Lemberg, 1862. december 17. – New York, 1946. szeptember 3.) lengyel zongorista és zeneszerző. Liszt Ferenc kiemelkedő tanítványa volt, valamint barátja és kollégája kora legnagyobb zenészeinek, köztük olyanoknak mint Johannes Brahms, Johann Strauss, Anton Rubinstein, Hans von Bülow, Camille Saint-Saëns, Jules Massenet és Isaac Albéniz.

## Élete
Lembergben (ma Lviv, Ukrajna) született zsidó családban. Apja a város főakadémiájának professzora volt. Nyolcéves korában kezdte meg zongoratanulmányait Galoth (1869–1872) növendékeként.
1872-ben Chopin egykori tanítványánál, Karol Mikulinál tanult, aki a Lembergi Konzervatórium igazgatója volt. Tizenkét évesen Rafael Joseffy tanítványa lett Bécsben. 1876-ban Bécsben debütált. Azonnal sikert aratott, és egy romániai körút után tizennégy évesen a romániai királyi udvar zongoristája lett. 1878 és 1879 között Lisztnél tanult Weimarban és Rómában. 1886-ig volt kapcsolatban a mesterrel, annak Bayreuthban bekövetkezett haláláig. Meggyőződése volt, hogy munkájához szükségese van a klasszikus műveltségre, ezért előbb a bécsi Staats Gymnasium, majd a Bécsi Egyetem diákja volt, ahol Robert von Zimmermann és Franz Brentano vezetésével filozófiát, Eduard Hanslicktól esztétikát tanult. 1912-ben az osztrák császár megtette őt kamaravirtuóznak.
Liszt tanítványaként fellépett többek között Szentpéterváron, és Párizsban. Általános műveltségét sem hanyagolta el, és 1880-ban a Bécsi Egyetemen filozófiai tanfolyamot végzett. Hat évvel később folytatta zongorista pályafutását, s ragyogó sikereket ért el Lipcsében és 1888-ban Bostonban, ahol első alkalommal lépett fel az Egyesült Államokban, majd 1895-ben Angliában. 1926 és 1928 között a Curtis Institute of Music-ban tanított. 1936-ban végleg az USA-ban telepedett le. 1939-től saját zongoraiskolájában tanított New Yorkban, ahol 1946-ban meghalt.

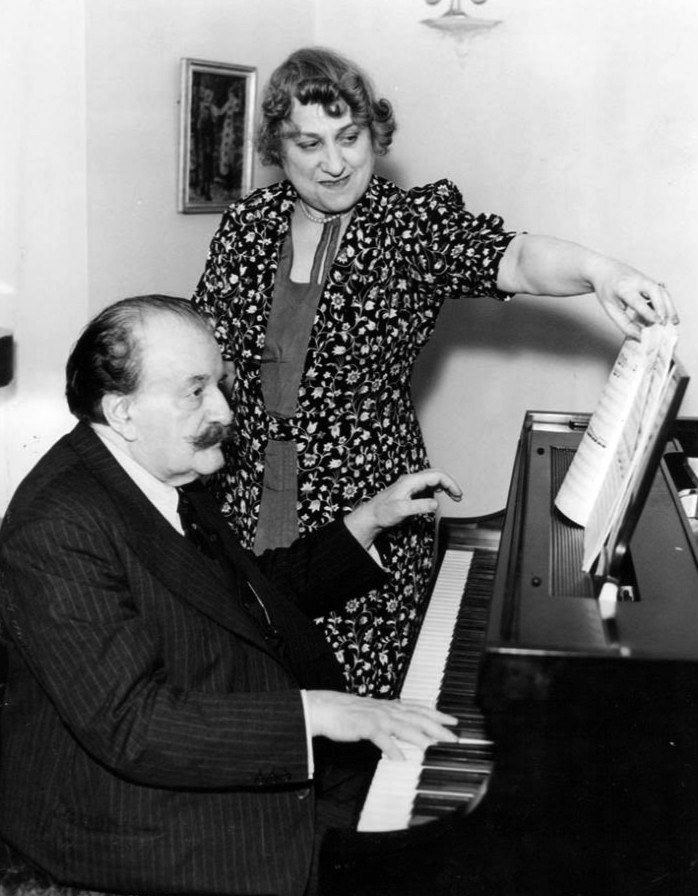
Rosenthal, miközben készül az egyik 1938-ban megrendezett Chicago Grant Park koncertre. Felesége szintén kitűnő zongorista volt.

Rosenthal körülbelül három órányi zenét vett fel 1928 és 1942 között a Columbia, Edison, Ultraphon, EMI és RCA Victor lemezkiadóknál. Számos lemezét kora legjobb zongorafelvételei között tartják számon.
Rosenthal csavaros észjárása legendás volt. Amikor meghallotta, hogy Vladimir Horowitz Bécsben debütált Csajkovszkij 1. zongoraversenyével, amelyre a széles oktávfogások jellemzők, megjegyezte: "Ő egy Octavianus, de nem egy Caesar." Hasonló módon, miután meghallgatta Ignacy Jan Paderewskit, akinek hírneve megelőzte őt, Rosenthal azt mondta: "Igen, jól játszik, azt hiszem, de ő nem lehet Paderewski". Egy alkalommal egyik kollégája Chopin Perc keringőjét játszotta, amely után Rosenthal így köszönte meg a zongoristának "Ez volt életem legélvezetesebb negyedórája". Élete vége felé Rosenthal a New York-i Great Northern Hotelben lakott.
Tanítványai között volt Charles Rosen, Robert Goldsand és Jorge Bolet. Önéletrajzi írásainak antológiája Moriz Rosenthal: In Word and Music (szerk.) Mark Mitchell, Allan Evans. Indiana University Press, 2006) címmel jelent meg.

## Fordítás
- Ez a szócikk részben vagy egészben  a   Moriz Rosenthal című angol Wikipédia-szócikk ezen változatának fordításán alapul.  Az eredeti cikk szerkesztőit annak laptörténete sorolja fel. Ez a jelzés csupán a megfogalmazás eredetét és a szerzői jogokat jelzi, nem szolgál a cikkben szereplő információk forrásmegjelöléseként.